# 1565
Відродження •  Реформація •  Доба великих географічних відкриттів •  Ганза

## Геополітична ситуація
Османську державу очолює Сулейман I Пишний (до 1566). Імператором Священної Римської імперії є Максиміліан II Габсбург (до 1572). У Франції королює Карл IX Валуа (до 1576).
Італія за винятком Папської області та Венеціанської республіки належить Священній Римській імперії.
Королем Іспанії та правителем Нижніх земель є Філіп II Розсудливий (до 1598). В Португалії королює Себастьян I Бажаний (до 1578). Королевою Англії є Єлизавета I (до 1603). Королем Данії та Норвегії — Фредерік II (до 1588). Королем Швеції — Ерік XIV (до 1569). Королем Угорщини та Богемії є імператор Максиміліан II Габсбург (до 1572). Королем Польщі та Великим князем литовським є Сигізмунд II Август (до 1572). Московське князівство очолює Іван IV (до 1575).
Галичина входить до складу Польщі. Волинь та Придніпров'я належить Великому князівству Литовському.
На заході євразійських степів існують Кримське ханство, Ногайська орда. Єгиптом володіють турки. Шахом Ірану є сефевід Тахмасп I.
У Китаї править династія Мін. Значними державами Індостану є Імперія Великих Моголів, Біджапурський султанат, Віджаянагара. В Японії триває період Муроматі.
Триває підкорення Америки європейцями. На завойованих землях існують віцекоролівство Нова Іспанія та Нова Кастилія. Португальці освоюють Бразилію.

## Події

### В Україні
- Письмові згадки про: Климець (Сколівський район), Романківці (Сокирянський район), Забір'я (Жовківський район), Дубечне (Старовижівський район), Кузьмино (Мукачівський район), Баранівку, Грушвицю Першу (Рівненський район).
- Віленський привілей поділив територію Великого князівства Литовського на тридцять судових повітів. Після проведення судової реформи 1566 року було впроваджено нововведення й до адміністративно-територіального устрою держави. Було додано п'ять нових воєводств, три з яких — Київське, Волинське та Брацлавське — знаходились на українських землях[1].

### У світі

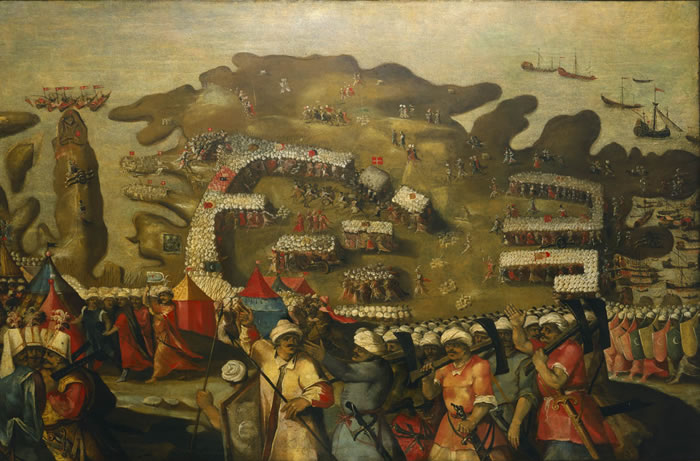
Облога Мальти

- У Московії почалася опричнина. На початку лютого цар Іван IV на прохання народу повернувся на престол після свого «зречення».
- 29 липня королева Шотландії Марія Стюарт одружилася зі своїм кузеном лордом Дарнлі.
- Турецькі війська взяли в облогу Мальту, але госпітальєрам удалося відстояти острів.
- У битві при Талікоті Віджаянагара зазнала важкої поразки від султанатів деканського плато, що стало початком занепаду індуїстської державності на півдні Індії.

- 20 вересня, за наказом короля Філіпа II, іспанські війська на чолі з Педро Менендесом вибили французів з форту Кароліна на північному заході Флориди — це була перша битва європейських країн на американській території. Іспанці, котрі вчинили напад під формальним приводом боротьби з єретиками, насправді були стурбовані спробою французів колонізувати Флориду. У результаті несподіваного нападу французи, котрими командував Рене Гулен, втратили 135 людей убитими, а 40 чоловікам і самому Гулену вдалось втекти. Після цього інциденту французи перемістили свої колоніальні інтереси на північ — до сьогоднішнього Квебеку і Нової Скотії.
- Початок іспанської колонізації Північної Америки, заснування поселення Сейнт-Огастін;
- 1 березня португалець Есташіу де Са заснував місто Ріо-де-Жанейро.
- 27 квітня на Філіппінах засновано перше іспанське поселення — місто Себу. Зник Раджанат Себу.

## Народились
Докладніше: Народилися 1565 року

## Померли
Докладніше: Померли 1565 року
- 13 грудня — У Цюриху у віці 49-и років помер швейцарський природознавець і бібліограф Конрад Геснер (Геснерус).